# Alland’Huy-et-Sausseuil
Alland’Huy-et-Sausseuil település Franciaországban, Ardennes megyében. Lakosainak száma 272 fő (2022. január 1.). Alland’Huy-et-Sausseuil Amagne, Charbogne, Écordal, Givry és Sorcy-Bauthémont községekkel határos.

## Népesség
A település népességének változása:
| Lakosok száma | 303  | 242  | 217  | 235  | 266  | 252  | 245  | 242  | 252  | 272  |
|               | 1968 | 1982 | 1990 | 2006 | 2013 | 2015 | 2017 | 2019 | 2020 | 2022 |